# Madrastra
Madrastra é um género monótipo de formiga-leão pertencente à família Myrmeleontidae. A sua única espécie é Madrastra handlirschi.